# Somogygeszti
Somogygeszti es un pueblo ubicado en el distrito de Kaposvár, en el condado de Somogy, Hungría.

## Superficie
Posee una superficie de 21,71 kilómetros cuadrados.

## Demografía
Hasta 2019 la población era de 387 habitantes, con una densidad de población de 17,83 habitantes por kilómetro cuadrado.